# Alex Williams (calciatore 1961)
Alex Williams, all'anagrafe Alexander Williams (Manchester, 13 novembre 1961) è un ex calciatore inglese, di ruolo portiere.

## Carriera

### Club
Dopo aver giocato nel settore giovanile del Manchester City, con cui  tra l'altro ha perso la finale di FA Youth Cup sia nella stagione 1978-1979 che nella stagione 1979-1980, a partire dalla stagione 1980-1981 viene aggregato alla prima squadra dei Citizens, militante nella prima divisione inglese, in cui nella sua prima annata gioca 2 partite. Dopo 3 presenze nella stagione 1981-1982, nella stagione 1982-1983, conclusasi con una retrocessione in seconda divisione, gioca 17 partite; nelle successive due stagioni gioca poi stabilmente da titolare in seconda divisione (84 partite di campionato nell'arco del biennio 1983-1985), per poi giocare nuovamente 8 partite in prima divisione nella stagione 1985-1986, che conclude con un periodo in prestito al Queen of the South, con cui disputa 5 incontri nella seconda divisione scozzese. Nel 1986 passa poi al Port Vale, in terza divisione: dopo aver giocato da titolare nella stagione 1986-1987, trascorre la stagione seguente ai margini della rosa a causa di una serie di ricorrenti problemi alla schiena che a fine stagione, all'età di 27 anni, lo portano ad un prematuro ritiro dopo complessive 149 partite nei campionati della Football League.

### Nazionale
Nel 1984 ha partecipato agli Europei Under-21, vincendoli.

## Palmarès

### Nazionale
- Campionato d'Europa Under-21: 1

Inghilterra: 1984